# نظام خطي
الخطية صفة أو خاصية من الخاصيات الرياضية تطلق أو تنسب إلى النظم أو المعادلات التي تصفها.

## التعريف الرياضي
يعتبر نظام ما خطيا أو دالة أو معادلة ما خطية إذا كانت هذه تستجيب للمواصفات التالية:
- إذا اعتبرنا:
  - {\displaystyle {\mathcal {}}f} دالة رياضية أو معادلة أو نظام
  - {\displaystyle {\mathcal {}}x_{1}} و{\displaystyle {\mathcal {}}x_{2}} متغيران
  - {\displaystyle {\mathcal {}}a} و{\displaystyle {\mathcal {}}b} عددين حقيقين
- فإن {\displaystyle {\mathcal {}}f} خطية إذا كان ما يلي:

{\displaystyle {\mathcal {}}f(ax_{1}+bx_{2})=af(x_{1})+bf(x_{2})}

## عمليات رياضية خطية

### التكامل
يعتبر التكامل عملية خطية حيث أن:
{\displaystyle \int (ax_{1}dt+bx_{2}dt)=a\int x_{1}dt+b\int x_{2}dt}

### التفاضل
يعتبر التفاضل عملية خطية حيث:
{\displaystyle {\frac {d(ax_{1}+bx_{2})}{dt}}=a{\frac {dx_{1}}{dt}}+b{\frac {dx_{2}}{dt}}}

### عمليات خطية أخرى
- تعتبر المصفوفات تحويلات خطية حيث أنه إذا اعتبرنا {\displaystyle {\mathcal {}}x_{1}} و{\displaystyle {\mathcal {}}x_{2}} متجهين و{\displaystyle {\mathcal {}}A} مصفوفة و{\displaystyle {\mathcal {}}a} و{\displaystyle {\mathcal {}}b} عددين (scalars) فإن:

{\displaystyle {\mathcal {}}A(ax_{1}+bx_{2})=aAx_{1}+bAx_{2}}

## مواضيع متعلقة
- إخطاط أي linearization وهو تقريب نظام أو معادلة غير خطية والتعبير عنها بأخرى خطية
- مصفوفة جاكوبي هي عبارة عن نتيجة التفاضال إن كانت الدالة شعاعية
- مجموع تايلور وهو تقريب لدالة ما يكون نظريا إذا كان المجموع لا متناهي يساوي الدالة ذاتها
- تقليص درجة النظم